# Оссофф, Джон
Джон Оссофф (англ. Jon Ossoff; род. 16 февраля 1987 года, Атланта, Джорджия, США) — американский политик и журналист-расследователь. Был кандидатом от Демократической партии на выборах в Сенат в 2020 году от Джорджии, баллотируясь против действующего сенатора-республиканца Дэвида Пердью. Ни один из кандидатов не достиг 50-процентного порога, что привело к назначению второго тура на 5 января 2021 года. Во втором туре Оссофф победил.
Оссофф был кандидатом от Демократической партии в Конгресс на внеочередных выборах 2017 года по 6-му избирательному округу Джорджии. После победы, но без большинства на общепартийных первичных выборах, он проиграл второй тур, набрав 48,2 % голосов против 51,8 % голосов республиканца Карен Гендель.

## Биография

### Ранние годы
Оссофф родился в Атланте, штат Джорджия, в еврейской семье, и вырос в Нортлейке, невключённой общине. Он посещал независимую школу Paideia School в Атланте. Во время учёбы в средней школе стажировался у лидера гражданских прав и члена Палаты представителей Джона Льюиса.
В 2009 году Оссофф окончил Школу дипломатической службы Джорджтаунского университета со степенью бакалавра наук. Он посещал занятия, которые вели бывший госсекретарь США Мадлен Олбрайт и бывший посол Израиля в США Михаэль Орен. В дальнейшем получил степень магистра наук в Лондонской школе экономики в 2013 году.

### Начало карьеры
Оссофф работал сотрудником службы национальной безопасности и помощником члена Палаты представителей Хэнка Джонсона в течение пяти лет. У него было сверхсекретное разрешение на пять месяцев. Он покинул офис Джонсона в 2012 году, чтобы получить степень магистра в Лондонской школе экономики. Прежде чем работать на Джонсона, он работал стажёром у члена Палаты представителей и лидера гражданских прав Джона Льюиса, который и порекомендовал его Джонсону.
С 2013 года Оссофф является управляющим директором и главным исполнительным директором Insight TWI, лондонской телекомпании, занимающейся расследованиями, которая работает с репортёрами над созданием документальных фильмов о коррупции в зарубежных странах. Фирма подготовила расследования BBC о военных преступлениях и эскадронах смерти ИГИЛ в Восточной Африке. Он также участвовал в создании документального фильма о постановке спектакля в Сьерра-Леоне.

## Политические взгляды
По данным The New Yorker в 2017 году, Оссофф занимает «прогрессивные позиции по вопросам женщин и здравоохранения» и «умеренные позиции в отношении рабочих мест и безопасности». По данным The Washington Post, кампания Оссоффа 2017 года решила не превращать внеочередные выборы в референдум по скандалам связанным с Трампом, а сосредоточиться на «политических решениях президента и республиканцев в Конгрессе». В The Atlanta Journal-Constitution писали, что он «часто пытался избежать национализации кампании из-за опасений потерять умеренных избирателей». Точно так же The New York Times отметила, что его кампания 2017 года дистанцировалась от национальной части Демократической партии.
В 2020 году The Atlanta Journal-Constitution писала, что Оссофф был «более непримиримым в отношении принятия либеральных политических идей, чем его предшественники-демократы во время прошлых гонок по всему штату».

### Аборты
Джон Оссофф выступает за право на аборт.

### Легализация каннабиса
Оссофф поддерживает легализацию каннабиса.

### Поддержка населения в пандемию COVID-19
Оссофф поддерживает увеличение экономической помощи предприятиям и домохозяйствам, пострадавшим от пандемии COVID-19, и считает, что тестирование, лечение и вакцины от COVID-19 должны быть бесплатными.

### Уголовное правосудие
Политик выступает против тюремного заключения за ненасильственные преступления, связанные с наркотиками. На его веб-сайте говорится: «Жестокие преступления, убийства, изнасилования, торговля людьми и коррупция процветают, в то время как мы тратим миллиарды на заключение ненасильственных преступников, совершивших преступления, связанные с наркотиками». Он также выступает как против отказа от финансирования полиции, так и против отмены иммиграционной и таможенной службы США.

### Климат и экологическая ситуация
Он принимает научный консенсус по климату и сказал, что «изменение климата представляет собой угрозу нашей безопасности и процветанию». Он поддерживает участие США в Парижском соглашении. Однако не поддерживает «Зелёный новый курс».

### Правительственная реформа
Оссофф призвал отменить «расточительные, антиконкурентные субсидии с особыми интересами, которые затрудняют предпринимателям привлечение капитала, выход на рынок, создание рабочих мест и конкуренцию с более крупными фирмами, у которых есть лоббисты в Вашингтоне». Он рассказал, что правительство финансирует «16 миллиардов долларов на дублирующиеся программы, что можно сократить». Джон Оссофф поддерживает государственность округа Колумбия и Пуэрто-Рико.

### Здравоохранение
Оссофф поддерживает Закон о доступном медицинском обслуживании (также известный как Obamacare). Его политика в области здравоохранения включает три принципа: «Во-первых, ни один американец не должен страдать или умирать от предотвратимых или излечимых болезней. Во-вторых, никто не должен разоряться из-за болезни. И, в-третьих, ни один бизнес не должен разориться или увольнять сотрудников, потому что не может оплатить страховые взносы». Он не поддерживает продвижение системы здравоохранения с одним плательщиком, такой как Medicare for All. Он выступал против версий Закона США о здравоохранении в марте и мае 2017 года, республиканского закона в Палате представителей, который отменил бы Закон о доступном медицинском обслуживании. Он сказал, что версия от мая 2017 года была хуже, чем предыдущая, «потому что она ещё меньше защищает тех, у кого уже есть условия». В интервью The Atlanta Journal-Constitution, что он поддерживает налоговые льготы для малых предприятий, связанных с здравоохранением.

### Иммиграция
Оссофф поддерживает всеобъемлющую иммиграционную реформу, которая усилит правоприменительную деятельность вдоль мексиканской границы и обеспечит путь к гражданству для некоторых иммигрантов без документов.

### Минимальная заработная плата
Политик поддерживает повышение федеральной минимальной заработной платы как минимум до 15 долларов за час.

### Администрация Трампа
Оссофф резко критиковал президента Дональда Трампа, критикуя то, что он называет «раскольническим подходом Трампа к правительству», и заявлял: «Я очень уважаю офис. У меня нет большого личного восхищения самим человеком». После того, как Трамп за день до праймериз 19 апреля разослал твит, назвав его «сверхлиберальным демократом», который хотел «защитить преступников, разрешить нелегальную иммиграцию и поднять налоги», Оссофф опроверг заявления Трампа и назвал его «дезинформированным». FactCheck.org обнаружил, что заявление Трампа было искажением и что нет никаких доказательств того, что Оссофф когда-либо выступал за какое-либо широкомасштабное повышение налогов. Тем не менее, Оссофф сказал, что он будет готов работать с Трампом по вопросам, представляющим взаимный интерес, таким как расходы на инфраструктуру. После того, как Трамп раскрыл России секретную информацию, Оссофф сказал об импичменте: «Я не думаю, что мы этого достигнем». Он призвал к «полной, прозрачной и независимой оценке того, какой уровень вмешательства со стороны российской разведки был на выборах в США. И наблюдатели в Конгрессе, и любой независимый советник или комиссия должны следить за этими фактами, куда бы они ни вели».

### Избирательные права
Оссофф поддерживает принятие Закона Джона Льюиса об избирательных правах.

## Личная жизнь
Мать Оссоффа, Хизер Фентон, австралийская иммигрантка, стала соучредителем NewPower PAC, организации, которая занимается избранием женщин в местные офисы по всей Джорджии. Его отец, Ричард Оссофф, еврей по происхождению из России и Литвы, владеет издательской компанией Strafford Publications.
Оссофф женат на Алише Крамер, которая является резидентом по акушерству и гинекологии в Университете Эмори. 17 декабря 2021 года у супругов родилась дочь Эва Бет Оссофф.